# 西南新埃斯佩兰萨
西南新埃斯佩兰萨是巴西巴拉那州的一个市镇。总面积208.472平方公里，总人口5334人，人口密度25.6人/平方公里。